# Klouzek limbový
Klouzek limbový (Suillus plorans) je vzácný druh houby z čeledi klouzkovitých (Suillaceae).

## Znaky
Klobouk je 2,5–15 cm široký, v mládí polokulovitý se postupně vyvíjí na klenutý, polštářovitý, občas se středovým hrbolkem. Pokožka je slizká (rychle osychá), na povrchu hnědavě vláknitá, někdy vláknitě tečkovaná, barva se pohybuje ve spektru od červenavé, syté až po okrové odstíny hnědé.
Rourky jsou 0,2–0,8 cm dlouhé, přirostlé ke třeni, šedohnědé, oranžovohnědé, žlutoolivové nebo hnědoolivové, stářím vybledají do žlutohnědé. Ústí maji stejnou barvu jako rourky, jsou okrouhlá, drobná. Typickým znakem této houby je vylučování kapiček bílého mléka skrze ústí, které po delší době zasychají a hnědnou. Výtrusný prach je hnědě olivový.
Třeň je 4–12 (někdy i 22) cm dlouhý, plný, tuhý, (vzácně i vatovitý či dutý), směrem od ztlustlé báze ke klobouku se postupně zužuje. Barvu má špinavě okrovou či oranžovou, povrch rovněž vylučuje mléčný, zrnitý, později hnědnoucí až černoucí povlak.
Dužnina je žlutá či oranžová, měkká, vůní připomíná mandle a ovoce, chuťově je mírná, nakyslá.

## Užití
Jedlý druh.

## Ekologie
Od července do října můžeme tuto houbu najít v horských a vysokohorských oblastech, na vápnitých substrátech. Typická je vazba na druhy borovic s pěti jehlicemi ve svazečku, zejména tedy na borovici limbu, pak např. i na borovici sibiřskou.

## Rozšíření
Vyskytuje se v Rakousku, Švýcarsku, Itálii, Francii, Rusku, Bhútánu, Číně, Estonsku, Dánsku, Německu, Řecku, Alžírsku, na Slovensku a Ukrajině. V Česku nebyl druh nikdy nalezen.

## Galerie

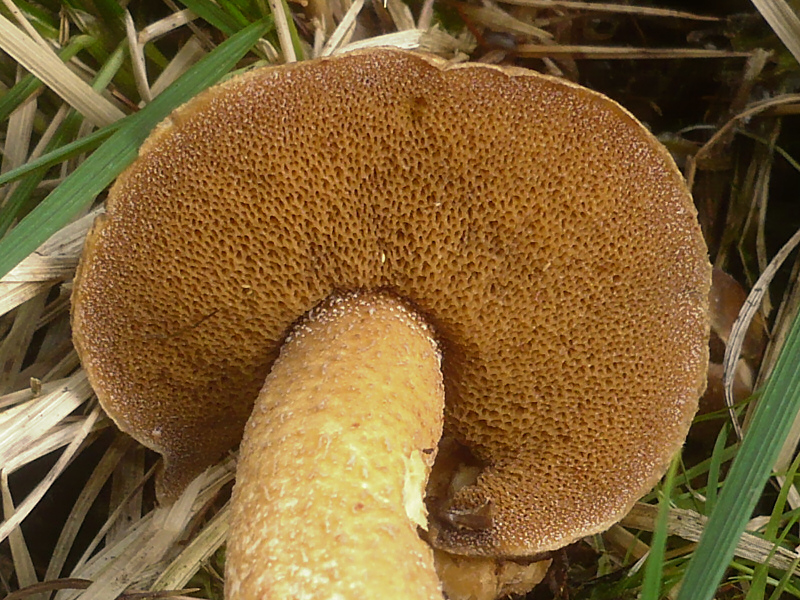
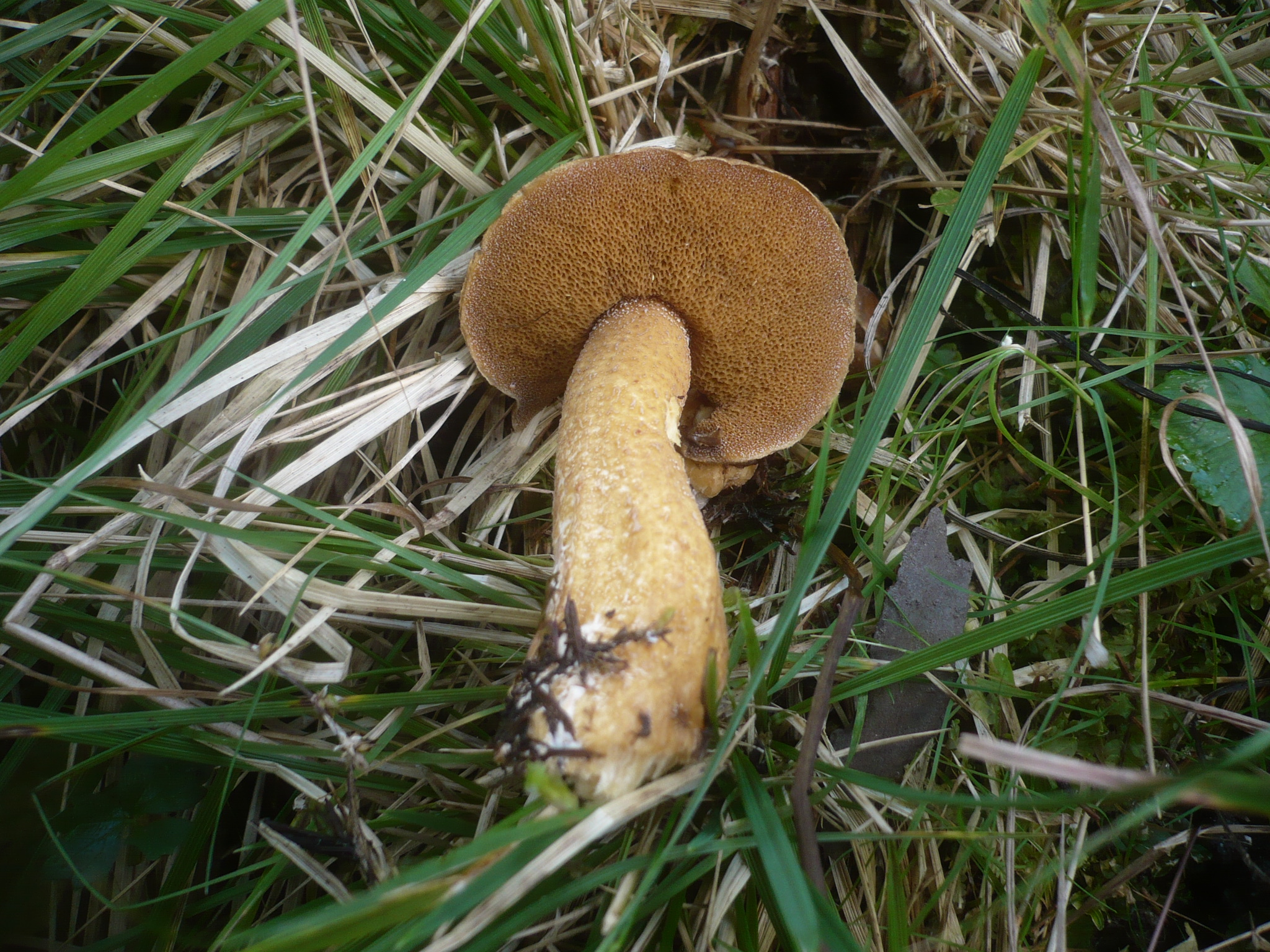
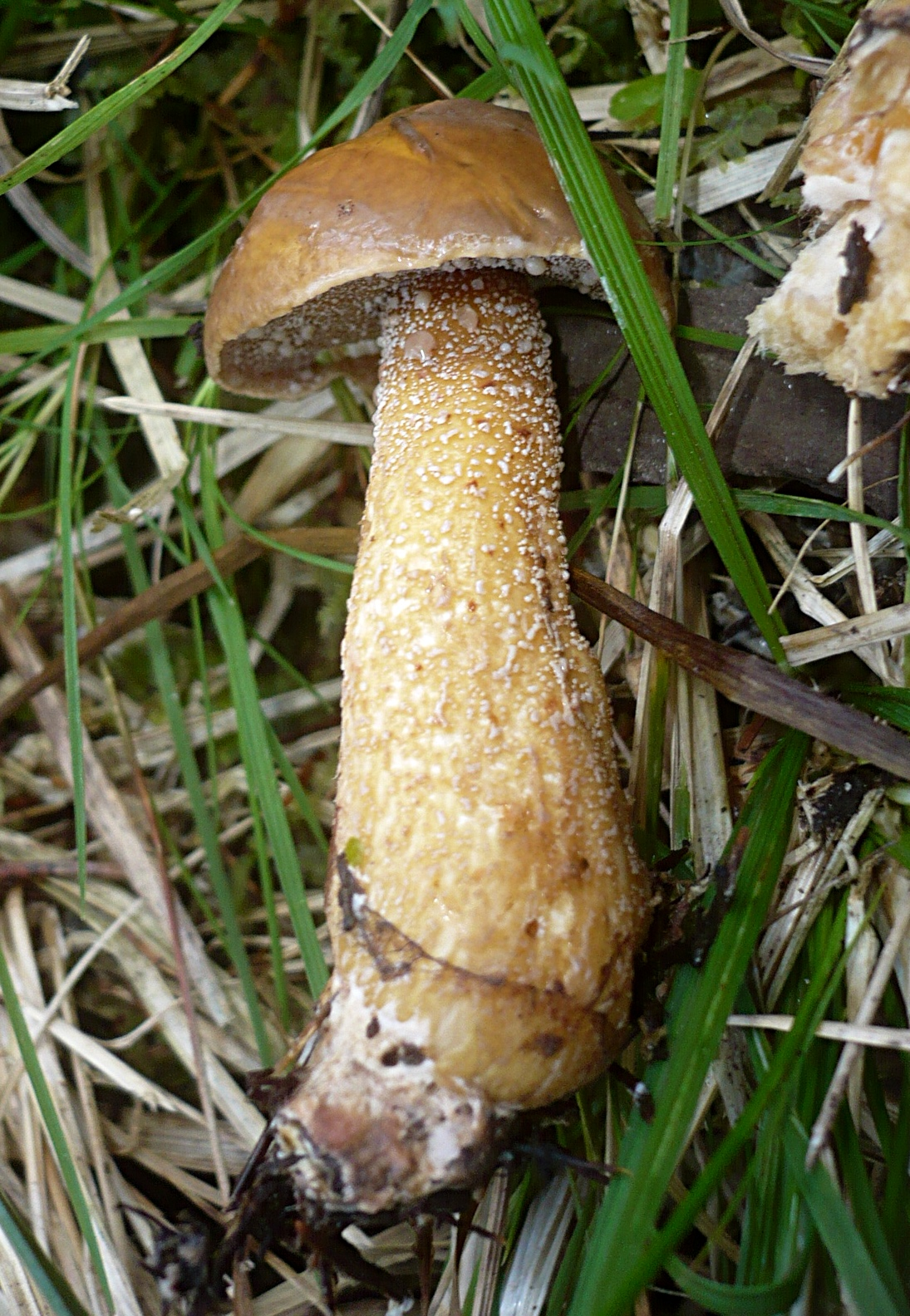

## Možnost záměny
Možno zaměnit za jiné zástupce rodu klouzek.